# 가미카와다치역
가미카와다치역(일본어: 上川立駅)은 일본 히로시마현 미요시시에 위치한 서일본 여객철도 게이비 선의 철도역이다. 단선 승강장 1면 1선의 구조를 갖춘 지상역이다.

## 역 주변
- 국도 제54호선
- 고노 강

## 역사
- 1915년 4월 28일 : 게이비 철도 개업과 동시에 가와다치역으로서 개업.
- 1937년 7월 1일 : 게이비 철도 매수에 의해 국유화. 동시에 가미카와다치역으로 개칭.
- 1971년 12월 20일 : 무인역화.
- 1987년 4월 1일 : 일본국유철도 분할 민영화에 의해, 서일본 여객철도가 승계.

## 인접 역
| 서일본 여객철도 게이비 선 | 서일본 여객철도 게이비 선 | 서일본 여객철도 게이비 선 |
| ------------------------- | ------------------------- | ------------------------- |
| 시와치 니미 방면          | ■ 게이비 선               | 고타치 히로시마 방면      |